# 齐藤仁
齐藤仁（1961年1月2日—2015年1月20日）是一名日本男子柔道运动员。他在1984年洛杉矶夏季奥林匹克运动会中，参加了男子柔道比赛并获得95公斤以上级金牌。
曾任2004年雅典奧運和2008年北京奧運日本男子柔道隊教練，爾後轉任全日本柔道聯盟強化委員長時，因肝內膽管癌而病倒。